# Valentin Gheorghiu
Valentin Gheorghiu (ur. 21 marca 1928 w Gałaczu, zm. 17 lipca 2023) – rumuński kompozytor i pianista.

## Życiorys
Brat skrzypka Ștefana Gheorghiu. Studiował w konserwatorium w Bukareszcie, gdzie jego nauczycielami byli Constanța Erbiceanu, Mihail Jora i Mihail Andricu. W latach 1937–1939 przebywał w Paryżu, gdzie był uczniem Lazare’a Lévy’ego (fortepian), Noëla Gallona (kompozycja) i Marcela Mayera (teoria i solfeż). Koncertował jako pianista-wirtuoz i kameralista, specjalizując się w wykonawstwie utworów kompozytorów romantycznych: Chopina, Liszta, Rachmaninowa. Dokonał nagrań płytowych dla firm Electrecord, Supraphon, Eterna i Deutsche Grammophon. Był członkiem jury XI Międzynarodowego Konkursu Pianistycznego im. Fryderyka Chopina (1985).
Skomponował m.in. 2 symfonie (I 1949, II 1953 zrewid. 1974), Koncert fortepianowy A-dur (1959), suitę Imagini din copilărie na orkiestrę (1961), Burleskę na fortepian i orkiestrę (1964), Kwartet smyczkowy F-dur (1946), Sonatę fortepianową (1946), Sonatę wiolonczelową (1950), Trio fortepianowe A-dur (1950).

## Odznaczenia
- Order Pracy III Klasy (1964)[5],
- Order Zasługi Kulturalnej I Klasy (1968)[5],
- Krzyż Wielki Orderu Wiernej Służby (2000)[6],
- Krzyż Kawalerski Orderu Gwiazdy Rumunii (2018)[7].